# مدرسة أوتي الدولية

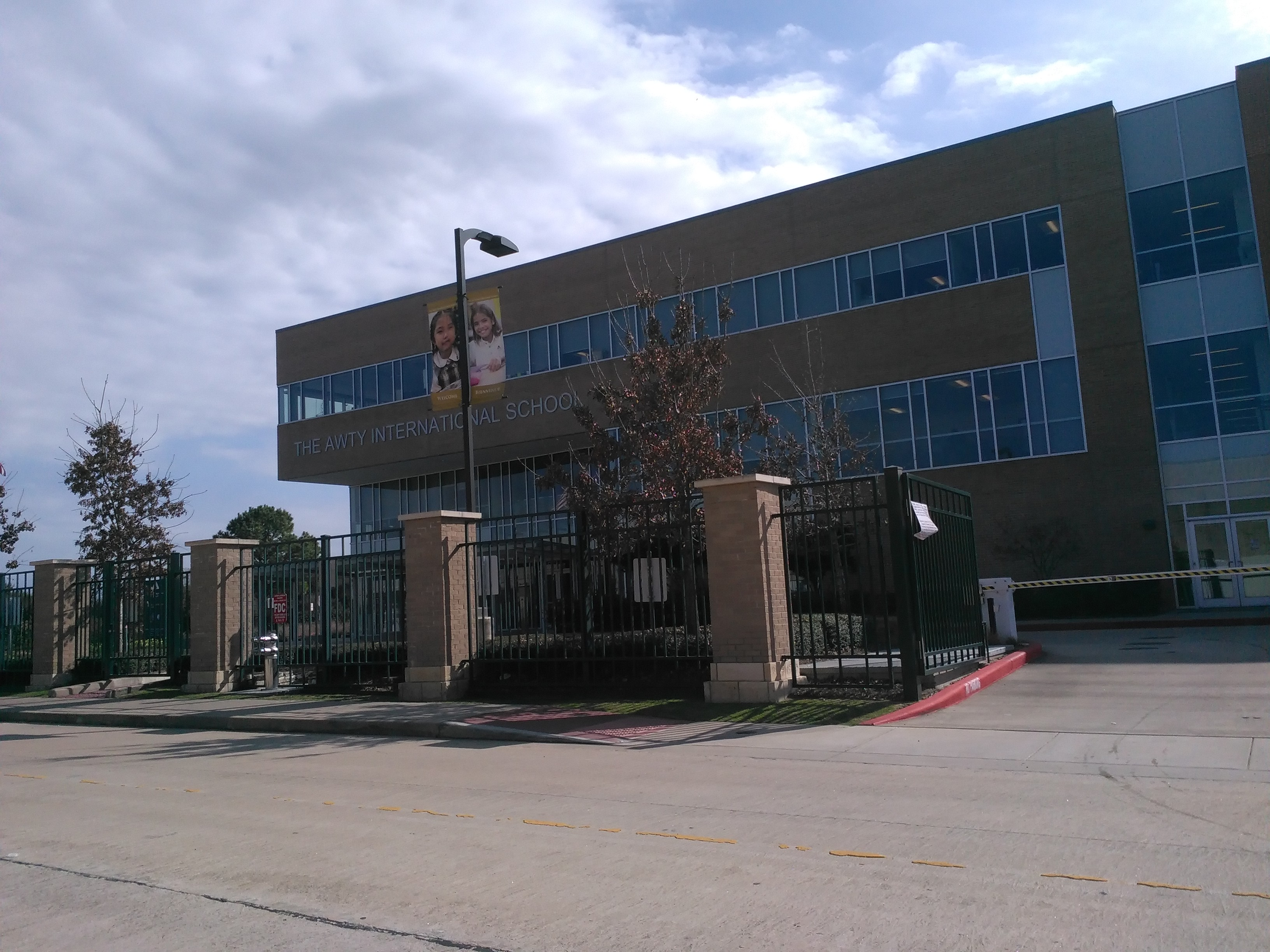
Awty International School

مدرسة اوتي الدولية (Awty International School) مدرسة خاصة تقع في فرع الربيع، غرب هيوستن، تكساس، الولايات المتحدة الأمريكية، للطلاب في مرحلة ما قبل الروضة حتى الصف 12. مع برنامج ثنائي اللغة للطلبة الناطقين بالفرنسية من فرنسا وبلدان أخرى، اوتي هو أكبر الدولية المدارس في الولايات المتحدة وأكبر مدرسة خاصة في هيوستن.

## التاريخ
في 10 سبتمبر، وافتتح عام 1956 اوتي في 3736 وستايمر الطريق  [1 ] في الأصل ما قبل المدرسة  [2 ] تأسست من قبل كاثلين «كاي» اوتي. [3 ] وكانت المدرسة في البداية 27 طالبا في رياض الأطفال ومستويات مرحلة ما قبل الروضة.
[1 ]
انتقلت المدرسة إلى 1615جارتسن شارع في عام 1960.
[1 ] وخدم الصفوف ما قبل المدرسة من خلال ستة بحلول عام 1970، وبحلول ذلك العام نفسه كانت هناك 250 طالبا. [1 ] فتحت لها تقسيم المدرسة العليا في عام 1975.[2] في عام 1976 أربعة أنثى تخرج الطلاب من المدرسة الثانوية، وبالتالي كان حفل التخرج الأولى.[1 ] وفي عام 1979 اندمجت اوتي مع المدرسة الفرنسية من هيوستن وبدأت بتقديم برنامج ثنائي اللغة.[4 ] في ذلك العام، وانتقلت المدرسة إلى حرمها الجامعي الحالي.[1 ]
في عام 1984 تلقت المدرسة اسمها الحالي، ومدرسة اوتي الدولية. [ 2] في أبريل 1989 خططت المدرسة لبدء برنامج الألماني مع هيكل مشابه ل برنامج فرنسي لأنه من المتوقع أن يكون بين 20 و30 طلاب الألمان في الخريف القادم فصل دراسي. . [4 ] وفي عام 1990 فتح منشآتها مرحلة ما قبل المدرسة.[2 ] مات كاي اوتي في عام 1996.
[1 ]
في الذكرى ال50 للمدرسة في عام 2006، كان بناء مجمع رياضي 50000000$ بما في ذلك ملعب 1400 مقعدا، 85 أماكن وقوف السيارات، وملاعب تنس.[1 ]

## الانتماءات والاعتماد
الانتماءات والاعتماد [ عدل]
ويتبع اوتي مع البعثة العلمانية الفرنسية. وكالات اعتماد اوتي تشمل منظمة البكالوريا الدولية (IBO)، ورابطة المدارس المستقلة من الجنوب الغربي (ISAS)، ومجلس المدارس الدولية (CIS)، وزارة التربية الوطنية من فرنسا، ووزارة التربية والتعليم والثقافة والعلوم ل هولندا.[ 5 ]
اوتي هو عضو في المنظمات التالية: رابطة الدول المستقلة، IBO ، ISAS ، الرابطة الوطنية للمدارس المستقلة (NAIS)، جمعية تكساس من المدارس الخاصة والأبرشية (TAPPS)، وهيوستن المدارس المستقلة منطقة (الهايس)، وتكساس مدارس البكالوريا الدولية 

## المناهج الدراسية
قدم المدرسة دبلوم البكالوريا الدولية، ودبلوم البكالوريا الفرنسية، ودبلوم الأمريكي. وعام 2014 اوتي هي المدرسة الوحيدة في هيوستن الكبرى التي توفر دبلوم البكالوريا الفرنسية.
المدرسة لديها برامج مصممة خصيصا للطلاب الذين يتكلمون لغات محلية محددة. وتضم المدرسة الإنجليزية، الفرنسية، الأسبانية، العربية والهولندية والألمانية، وبرامج اللغة الأم الإيطالية. يطلب من جميع الطلاب اوتي لاتخاذ اللغات الأجنبية. اللغات الأجنبية المتوفرة تشمل الفرنسية والإسبانية، والإنجليزية.

## حرم الجامعة
الحرم الجامعي، مع 15 فدان (6.1 هكتار) من الأراضي]، [2] هو في فرع الربيع في غرب هيوستن. . [7 ] وهو في القرب من تقاطع حلقة 610 والطريق السريع 10، [8 ] وشمال غربي منه.[9 ] ومباني الحرم الجامعي يكون معا 120 الفصول الدراسية. [2 ]
قصة الثلاثة، 65000 قدم مربع (6000 م2)، ومرفق 33 - الفصول الدراسية،  [8 ] ودعا مبنى مؤسسة المشرق العربي، [3 ] تقع بالقرب مدخل المدرسة. وكان من المقرر افتتاحه في أغسطس 2012. راي ليكر من بيلي المهندسين المعماريين تصميم هذا المبنى. ويشمل مكاتب إدارية، وقاعة الطعام، وقاعتين للفنون، وغرفة التصوير الرقمي. استبدال هذه المنشأة الجديدة العديد من المباني المؤقتة. ومن ومرآب خمسة طوابق مواقف السيارات كانت المرحلة الأولى من أربع مراحل، و50 مليون دولار في برنامج بناء وتتألف من تجهيزات مصممة من قبل المهندسين المعماريين بيلي.[3]
مبنى الابتدائية الحالي، مع سبعة فصول دراسية، وقد بنيت لمدة 5 ملايين دولار، وكان من المقرر ل عام 2014 الانتهاء مارس. ويشمل هذا بناء مختبر للحاسوب وغرفة وسائل الاعلام، والمستوصف، قاعتين للفنون، وصالة للمعلم ورشة. هذا، جنبا إلى جنب مع بناء ما قبل المدرسة المخطط لها، كان في المرحلة الثانية.[3 ] وكان المبنى الجديد حفل قص الشريط المنعقدة بتاريخ 14 أبريل 2014.[6 ]
في عام 1998 تم بروكستون شركة بناء 31000 قدم مربع (2900 M2) متعددة الأغراض الفنون المسرحية وبناء الرياضي. وهذا يشمل منصة الفنون المسرحية مع غرفة بروفة، صالة للألعاب الرياضية مع غرف تغيير الملابس، والمكاتب.
[10 ]
في عام 1990 افتتح مبنى ما قبل المدرسة. في عام 1991 افتتح مبنى العلوم لطلاب المدارس الثانوية. في عام 1995 تم إضافة الفصول الدراسية ما قبل المدرسة، وافتتح مبنى متعدد الأغراض في العام التالي. هذا واحد يتضمن مكتبة ومركز الحاسوب، ومختبرات لغة أجنبية.[2 ]
في الأصل كانت تقع فصول المدارس الابتدائية في المبنى الأصلي في المدرسة، «الأزرق الكبير». هذا المبنى يحتوي على اسم لأنه هو اللون الأزرق.[3] اعتمدت تاريخيا اوتي على استخدام المباني المؤقتة. وقد تم الانتهاء [8] هدم «الأزرق الكبير» في أغسطس، 2014.
[3 ]
وكان الحرم الجامعي السابق على جارتسن شارع غرب حلقة 610،[11 ] في ما هو الآن حي أبتاون هيوستن.[12 ] وكان في القرب من نهر أوكس وتنغلووود.[11 ]

## الهيئة الطلابية
واعتبارا من 2014 مدرسة لديها أكثر من 1550 طالب وطالبة. وهذا يجعل من أكبر مدرسة دولية في الولايات المتحدة وأكبر مدرسة خاصة في هيوستن. واعتبارا من ذلك العام الطلاب تنشأ من الولايات المتحدة وفرنسا، و48 دولة أخرى.[13 ] حوالي40٪ من الطلاب الأميركية، و30٪ هي الفرنسية، والبقية تأتي من بلدان أخرى.[2 ] الطلبة الفرنسيين لها الآباء والأمهات في هيوستن تعمل في صناعة النفط والصناعات المهنية الأخرى.
[3 ] في عام 2014 مدير المدرسة صرح ليزا دارلينغ أن هناك طلبا قويا على اوتي من شركات مثل شركة شلمبرجير وتوتال سا، وتكنيب.
تأسست المدرسة في عام 1956. في البداية تخدم 22 طالبا في الصفوف كج 4 ورياض الأطفال والمدرسة توسعت بشكل سريع في السنوات اللاحقة. حاليا، ومدرسة اوتي الدولي طالب أرقام الجسم 1564 طلاب في الصفوف كج 3-12 .[11 ]

## القبول والرسوم الدراسية
في أبريل 2014 أعلن دارلنج أن هناك قوائم الانتظار لجميع المراحل الدراسية والتي بلغ عدد الطلاب المتقدمين لمدة 150 البقع في اوتي «[ل] AST سمعت» 1200 .
واعتبارا من 2014 رسائل البريد الإلكتروني المدرسة أولياء أمور الطلاب الذين تم قبولهم ولكن يرسل خطابات الرفض ومقابض الاستفسارات حول الرفض عبر الهاتف.
واعتبارا من عام 2014 مجموعة من الرسوم الدراسية السنوية 16000 $ إلى 22000 $ .[6 ]

## الألعاب الرياضية
حرم الرياضي، اوتي الميدان، [2 ] ويقع في 1255 شمال بوست أوك، بجوار الحرم الجامعي الرئيسي. أقيم حفل الافتتاح في 22 أبريل 2008. ويشمل المجمع الرياضي استاد مع 1400 مقعدا، أربعة ملاعب للتنس والصحافة مربع، وهو الملعب البولي ايثيلين لكرة القدم، 80 أماكن وقوف السيارات، وغرف خلع الملابس،[9 ] منشأة لتخزين،  [15 ] مكاتب المدربين، والتنازلات تقف . وبالإضافة إلى ذلك أنه يحتوي على مضمار الجري أن الدوائر حول المرافق الأخرى. المسار هو 400 متر (1300 قدم) طويلة وثمانية ممرات . لديها المنعطفات واسعة وسطح يوريتان بينون 1000 . حضر ستيوارت هولدن، لاعب خط وسط ل هيوستن دينامو وخريج المدرسة، في حفل افتتاح 2008 .
[9 ]
وقبل افتتاح المجمع الرياضي، ويمارس كل فريق رياضي في مكان مختلف . [9 ] وقد لعب فريق تنس مباريات على ملعبه في ملاعب التنس من مدارس أخرى في منطقة 5A للرابطة ولاية تكساس من المدارس الخاصة والضيقة، وو التنس يمارس الفريق في مركز ميموريال بارك التنس في الحديقة التذكارية. فريق المسار تمارس تاريخيا في العديد من الملاعب المختلفة من المدارس TAPPS 5A . [15 ] في عام 2008 كان الفريق يمارس مهنة في كلية سانت جون. فرق كرة القدم لعبت فقط «بعيدا» الألعاب (ألعاب عقد في مدارس أخرى أو الملاعب) قبل افتتاح المجمع الجديد، [9 ] والتي تمارس في ملعب لكرة القدم في مقر اوتي . < [15 ] آنيت بيرد من هيوستن كرونيكل يصف ملعب لكرة القدم السابق بأنه «الملعب وعرة الأصغر».
[9 ]
في عام 1974 ذهب الفرق الرياضية في حافلات إلى بوست أوك الأسرة YMCA عن البرامج الرياضية . الطلاب أخذ البولينج ذهب إلى زقاق البولينج المنطقة. الطلاب أخذ التنس ذهب إلى نادي جامعة في غاليريا .
حاليا، والطلاب يتنافسون في السباحة في ممارسة اوتي في نادي والده.

## الخريجون ملحوظ
ستيوارت هولدن (فئة 2003) - لاعب خط الوسط ل هيوستن دينامو
[9 ]

## ملحوظة كلية
J. فريد داكت (مدرب ومدرس التاريخ)[9 ]